# Nomada erythrochroa
Nomada erythrochroa är en biart som beskrevs av Cockerell 1903. Nomada erythrochroa ingår i släktet gökbin, och familjen långtungebin. Inga underarter finns listade i Catalogue of Life.